# Matas (Ourém)
Matas é uma povoação portuguesa do Município de Ourém, na antiga província da Beira Litoral, na região do Centro (Região das Beiras) e sub-região do Médio Tejo, que foi sede da extinta Freguesia de Matas, freguesia que tinha 14,03 km² de área e 944 habitantes (2011), e, por isso, uma densidade populacional de 67,3 hab./km².
A Freguesia de Matas foi extinta em 2013, no âmbito de uma reforma administrativa nacional, tendo sido agregada à Freguesia de Cercal para formar uma nova freguesia denominada União das Freguesias de Matas e Cercal..

## População
| População da freguesia de Matas | População da freguesia de Matas | População da freguesia de Matas | População da freguesia de Matas | População da freguesia de Matas | População da freguesia de Matas | População da freguesia de Matas | População da freguesia de Matas | População da freguesia de Matas | População da freguesia de Matas | População da freguesia de Matas | População da freguesia de Matas | População da freguesia de Matas | População da freguesia de Matas | População da freguesia de Matas |
| ------------------------------- | ------------------------------- | ------------------------------- | ------------------------------- | ------------------------------- | ------------------------------- | ------------------------------- | ------------------------------- | ------------------------------- | ------------------------------- | ------------------------------- | ------------------------------- | ------------------------------- | ------------------------------- | ------------------------------- |
| 1864                            | 1878                            | 1890                            | 1900                            | 1911                            | 1920                            | 1930                            | 1940                            | 1950                            | 1960                            | 1970                            | 1981                            | 1991                            | 2001                            | 2011                            |
|                                 |                                 |                                 |                                 |                                 |                                 |                                 |                                 |                                 |                                 |                                 |                                 | 986                             | 1 052                           | 944                             |

Criada pela lei nº 62/84, de 31 de Dezembro, com lugares desanexados da freguesia de Espite
| Distribuição da População por Grupos Etários | Distribuição da População por Grupos Etários | Distribuição da População por Grupos Etários | Distribuição da População por Grupos Etários | Distribuição da População por Grupos Etários | Distribuição da População por Grupos Etários | Distribuição da População por Grupos Etários | Distribuição da População por Grupos Etários | Distribuição da População por Grupos Etários | Distribuição da População por Grupos Etários |
| -------------------------------------------- | -------------------------------------------- | -------------------------------------------- | -------------------------------------------- | -------------------------------------------- | -------------------------------------------- | -------------------------------------------- | -------------------------------------------- | -------------------------------------------- | -------------------------------------------- |
| Ano                                          | 0-14 Anos                                    | 15-24 Anos                                   | 25-64 Anos                                   | > 65 Anos                                    |                                              | 0-14 Anos                                    | 15-24 Anos                                   | 25-64 Anos                                   | > 65 Anos                                    |
| 2001                                         | 177                                          | 160                                          | 507                                          | 208                                          |                                              | 16,8%                                        | 15,2%                                        | 48,2%                                        | 19,8%                                        |
| 2011                                         | 123                                          | 109                                          | 497                                          | 215                                          |                                              | 13,0%                                        | 11,5%                                        | 52,6%                                        | 22,8%                                        |

Média do País no censo de 2001:  0/14 Anos-16,0%; 15/24 Anos-14,3%; 25/64 Anos-53,4%; 65 e mais Anos-16,4%
Média do País no censo de 2011:   0/14 Anos-14,9%; 15/24 Anos-10,9%; 25/64 Anos-55,2%; 65 e mais Anos-19,0%